# Instagram (пісня)
«Instagram» — композиція зі спільного альбому гурту «Собаки в Космосі» та Сергія Жадана (2014). На диску є дві пісні: звичайний варіант і ремікс («Instagram (Berlin Style Remix)»), який зробив Юрій Гуржій.
Пісня безпосередньо стосується міського голови Харкова Геннадія Кернеса. Пісня з'явилася як реакція на співпрацю мера Харкова і «тітушок», які скоювали напади на активістів Євромайдану.